# Hymenopsis saccardoana
Hymenopsis saccardoana är en svampart som först beskrevs av Speg., och fick sitt nu gällande namn av B. Sutton 1980. Hymenopsis saccardoana ingår i släktet Hymenopsis, divisionen sporsäcksvampar och riket svampar.   Inga underarter finns listade i Catalogue of Life.